# Fisksätra kyrka
Fisksätra kyrka är en kyrkobyggnad som ligger intill Fisksätra torg i tätorten Fisksätra, Nacka kommun och tillhör Nacka församling samt Sankt Konrads katolska församling.

## Guds hus
Kyrkan är idag en del av byggnaden och fredsprojektet Guds hus som är ett samarbete mellan Nacka församling, Sankt Konrads katolska församling och Muslimernas förening i Fisksätra. I den ena delen av byggnaden står Fisksätra kyrka, i den andra delen planeras Fisksätra moské. I mitten av dessa två ska det vara en mötesplats för muslimer och kristna (protestanter och katoliker).

## Kyrkobyggnaden
Församlingsbyggnaden med kyrka är uppförd 1974 efter ritningar av arkitekterna Tore Forsman och Ulf Snellman. I byggnaden finns en stor församlingslokal vars kor kan avskiljas med skjutvägg. Detta kor invigdes 6 oktober 1974 av biskop Ingmar Ström.
Kyrkobyggnaden har ytterväggar av brunt tegel och en glasad vägg mot Fisksätra torg. Taket är delvis klätt med rödmålad aluminiumplåt.

### Inventarier
- Nuvarande dopfunt är formgiven av professor Christer Jonsson vid Konstfack och kom på plats 2002.
- Längst bak i samlingssalen finns en triptyk av målad väv tillverkad av Ingrid Nilsson och Elisabeth Knall. Motivet är ett skärgårdslandskap med en vid horisont.

### Orgel
- 1974 byggde Walter Thür Orgelbyggen AB, Torshälla en orgel med 5 stämmor.
- Den nuvarande orgeln byggdes 1983 av Walter Thür Orgelbyggen AB, Torshälla och är en mekanisk orgel. Orgeln har nio stämmor.

| Huvudverk I   | Svällverk II      | Pedal      | Koppel |
| Rörflöjt 8'   | Gedackt 8´        | Subbas 16´ | I/P    |
| Principal 4'  | Fugara 8'         |            | II/P   |
| Waldflöjt 2'  | Koppelflöjt 4'    |            | II/I   |
| Mixtur 2 chor | Principal 2'      |            |        |
| Tremulant     | Tremulant         |            |        |
|               | Crescendosvällare |            |        |